# Liste der Monuments historiques in Le Pecq
Die Liste der Monuments historiques in Le Pecq führt die Monuments historiques in der französischen Gemeinde Le Pecq auf.

## Liste der Bauwerke
| Bezeichnung         | Beschreibung | Standort               | Kennzeichnung | Schutzstatus | Datum | Bild |
| ------------------- | ------------ | ---------------------- | ------------- | ------------ | ----- | ---- |
| Kirche St-Wandrille |              | (Lage)                 | PA00087562    | Inscrit      | 1965  |      |
| Hôtel               |              | 1, place Royale (Lage) | PA00087563    | Inscrit      | 1974  |      |

## Liste der Objekte
- Monuments historiques (Objekte) in Le Pecq in der Base Palissy des französischen Kultusministeriums